# Шатоден (замок)
Замок Шатоден (фр. Château de Châteaudun) — резиденція графів Дюнуа у місті Шатоден, департамент Ер і Луара. Побудований в XII—XVI століттях, відноситься до обраного числа замків Луари. Знаходиться недалеко від Шартру, це перший зі списку замків Луари по дорозі з Парижу.

## Історія
При графові Тібо V де Блуа в 1170 році був зведений донжон. Велика каплиця була побудована між 1451 і 1493 рр. Хори і верхню каплицю побудовано між 1451 і 1454 рр., неф і південну молитовню — між 1460 і 1464 рр. Знаменитий полководець Жан де Дюнуа побудував західне крило (т. зв. крило Дюнуа) між 1459 і 1468 рр. Дзвіницю спорудили в 1493 р. Онук Жана, Франсуа I д'Орлеан-Лонгвіль, надбудовує поверх цоколю північного крила — крила Лонгвілів — між 1469 і 1491 рр. Поверхи цього крила будуть дороблені в першу чверть XVI століття Франсуа II де Лонгвілем і його нащадками з роду Лонгвілів.

## Архітектура
Замок Шатоден включає:
- башню-донжон (висота 31 м, діаметр 17 м),
- Велику каплицю,
- крило Дюнуа,
- крило Лонгвіль.

Серед фресок замку виділяється велична фреска Страшного суду на одній із стін південної молитовні у Великій каплиці. Експерти датують її 1500 роком.

## Ресурси Інтернету
- Вікісховище має мультимедійні дані за темою: Шатоден (замок)
- (фр.), (англ.)Про замок на сайті державних історичних пам'ятників [Архівовано 3 березня 2016 у Wayback Machine.]
- (фр.)Офіційний сайт міста [Архівовано 2 лютого 2011 у Wayback Machine.]

## Фототека

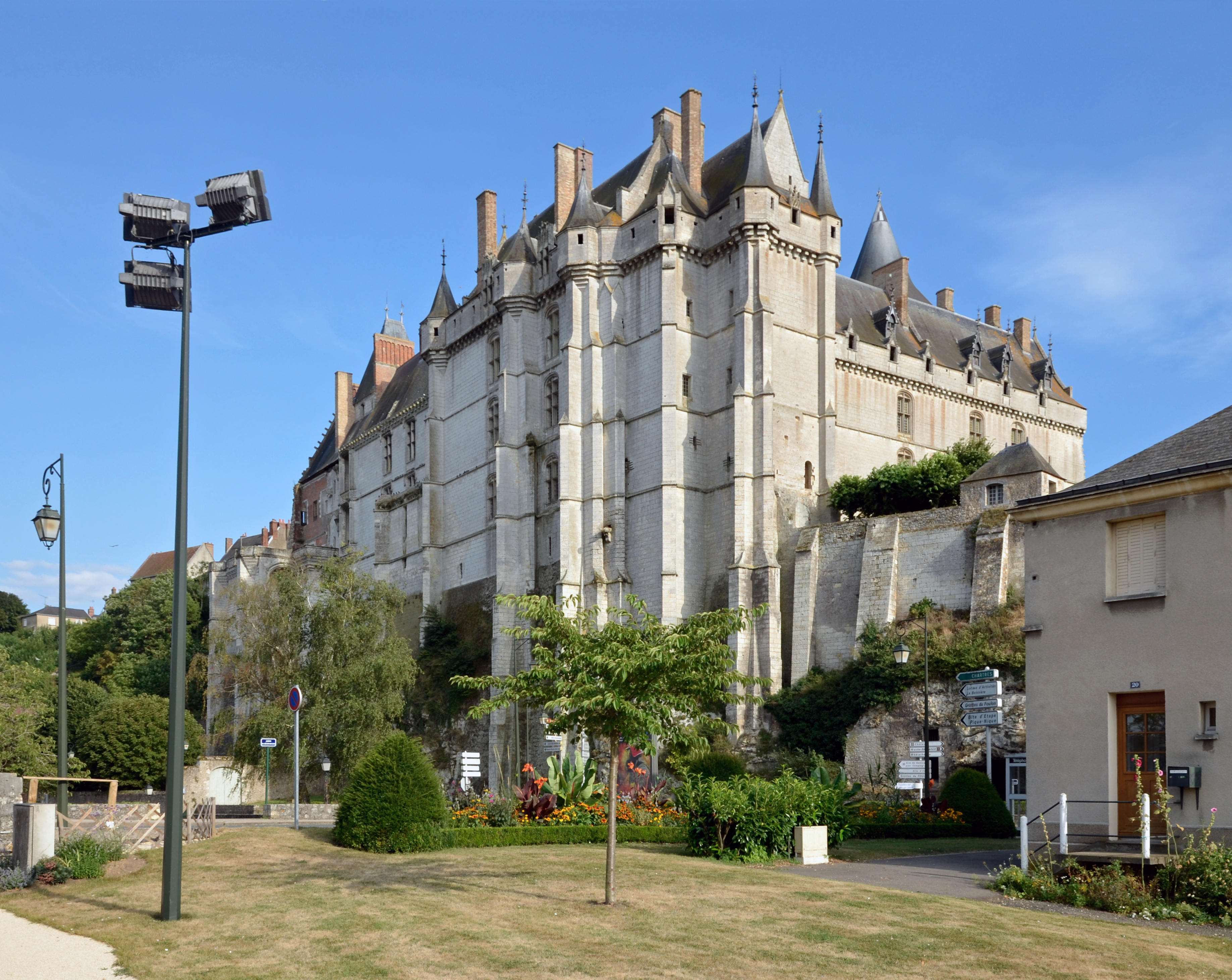
Vue du château depuis les rives du Loir
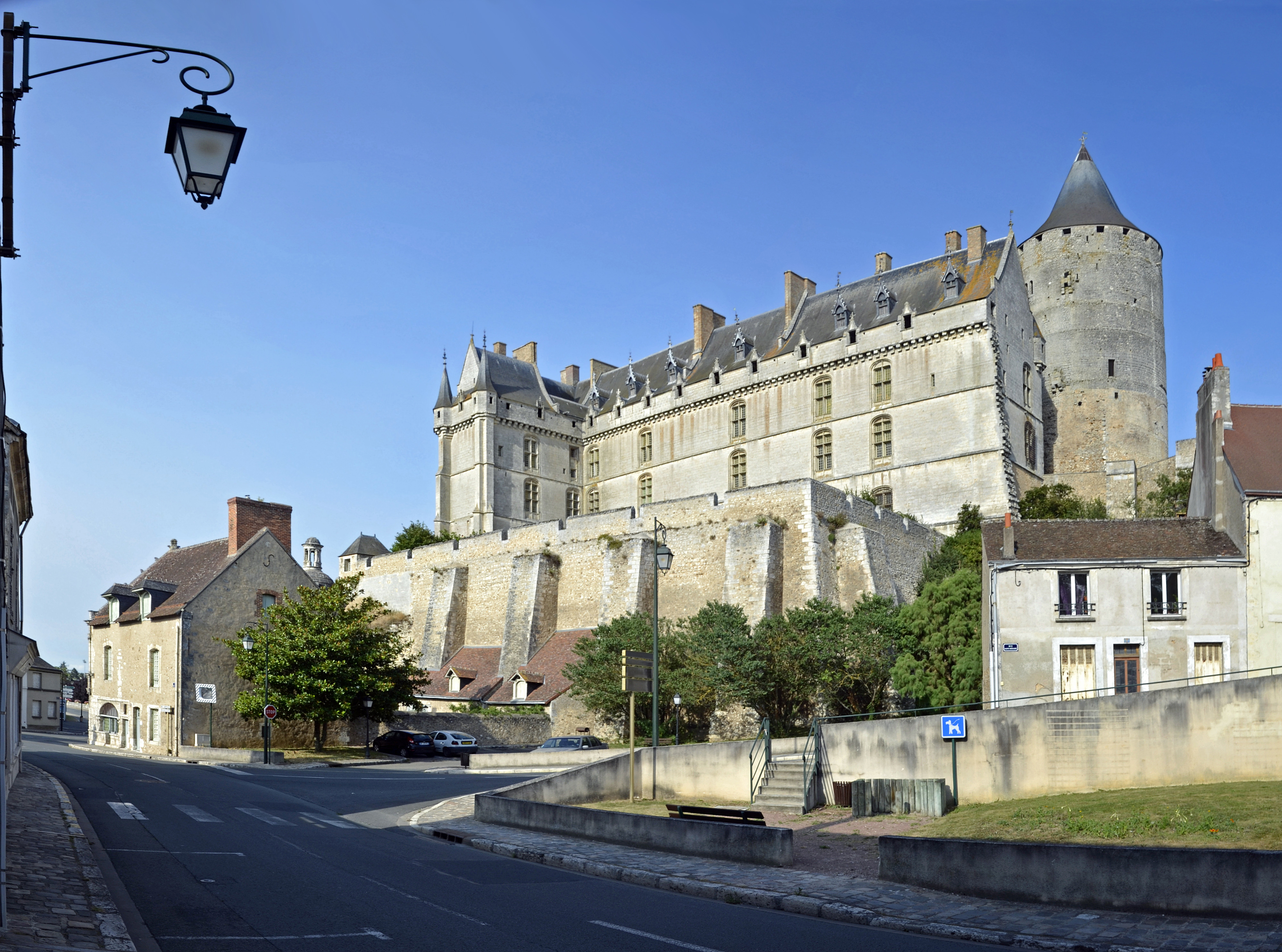
Vue du château depuis la rue du Val
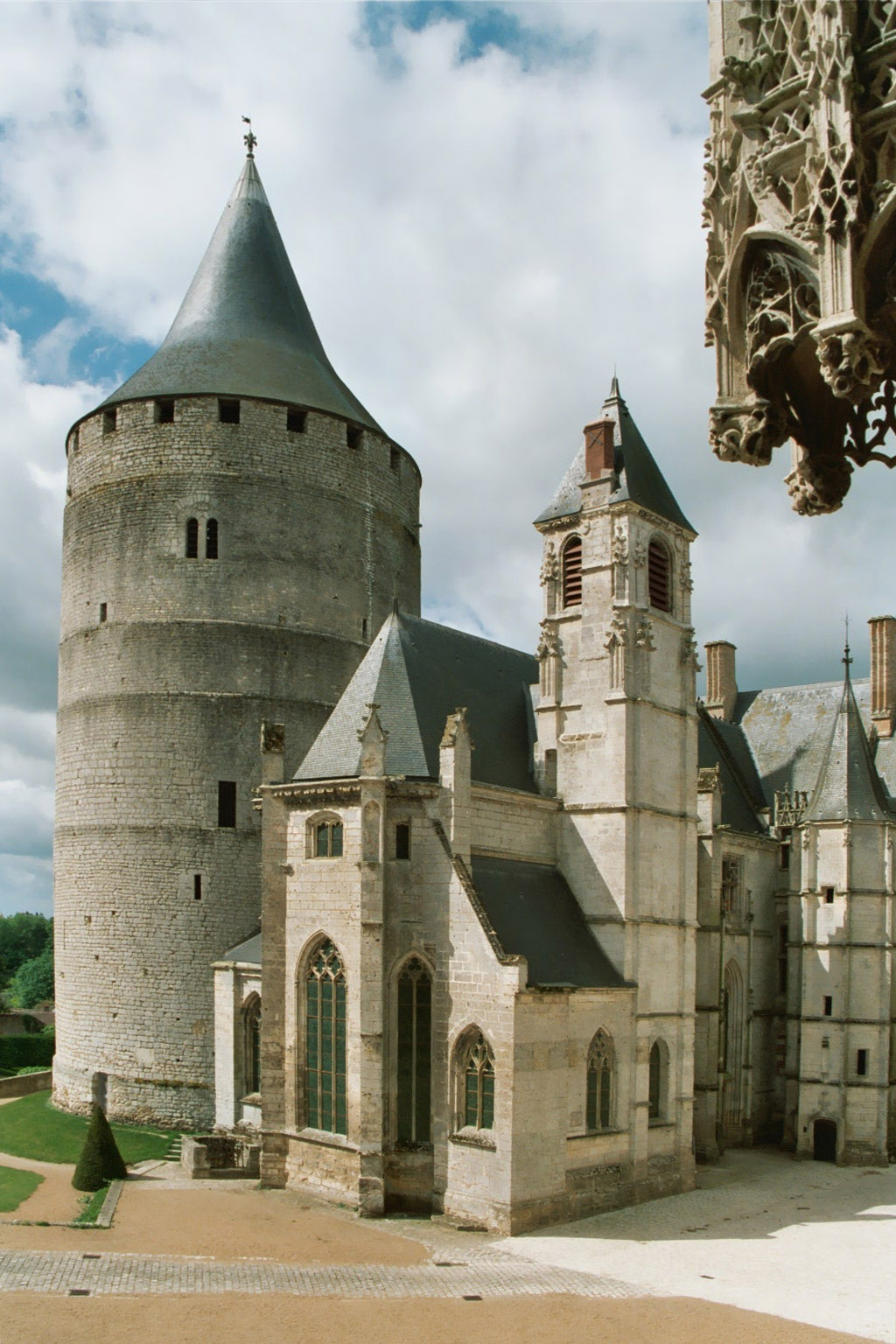
La Sainte-Chapelle et le donjon
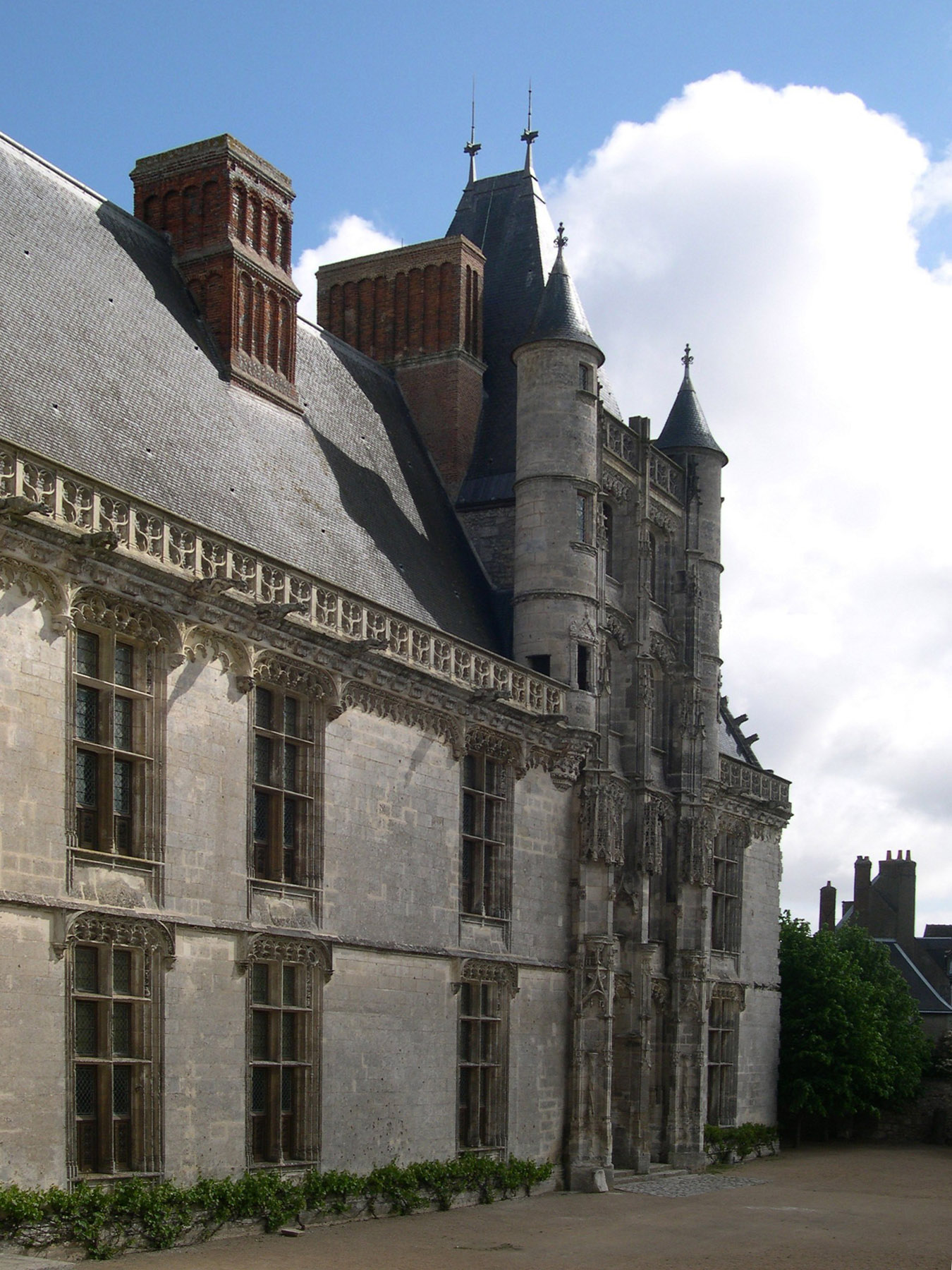
L'aile Longueville
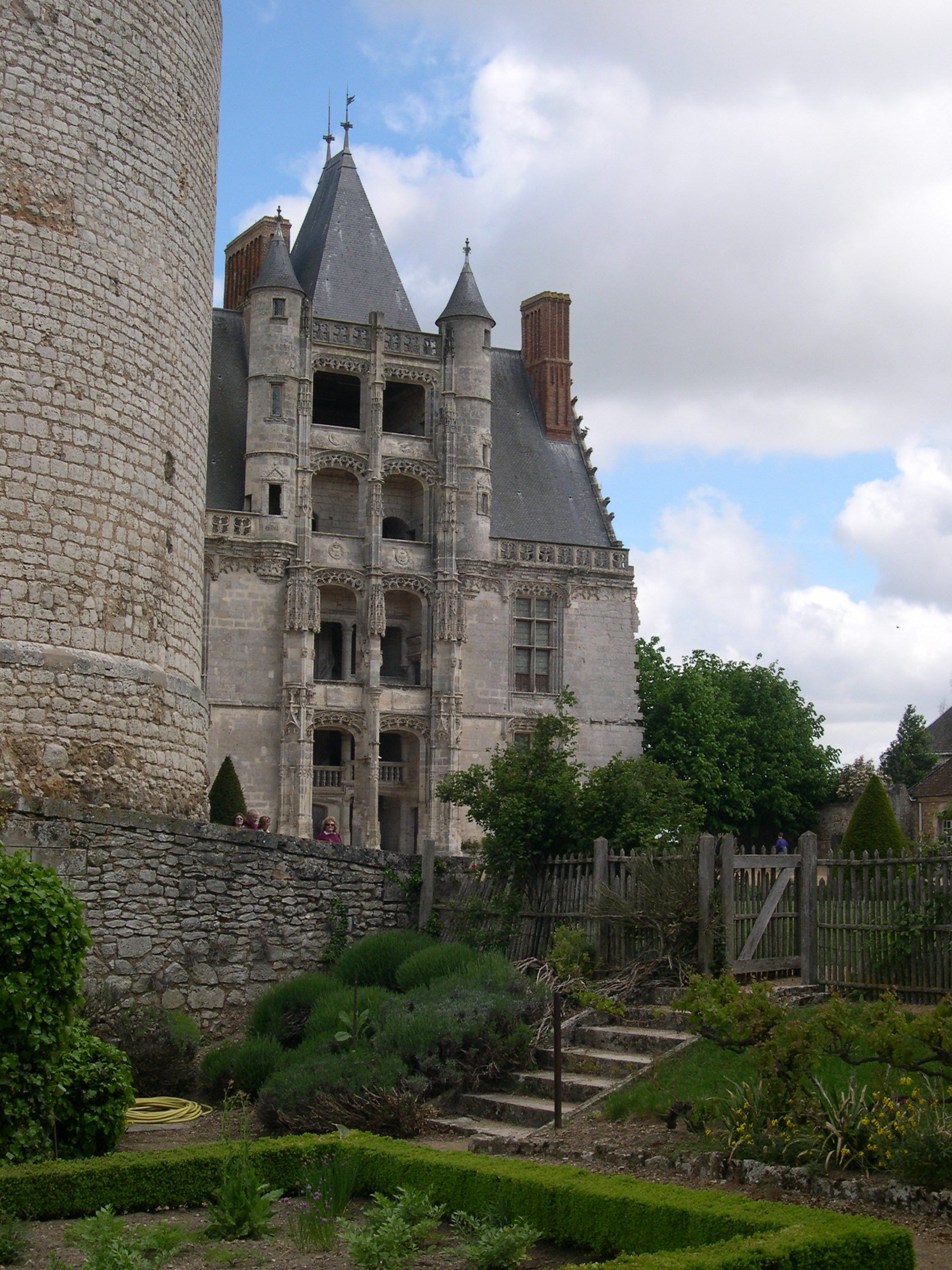
Le jardin et l'aile Longueville
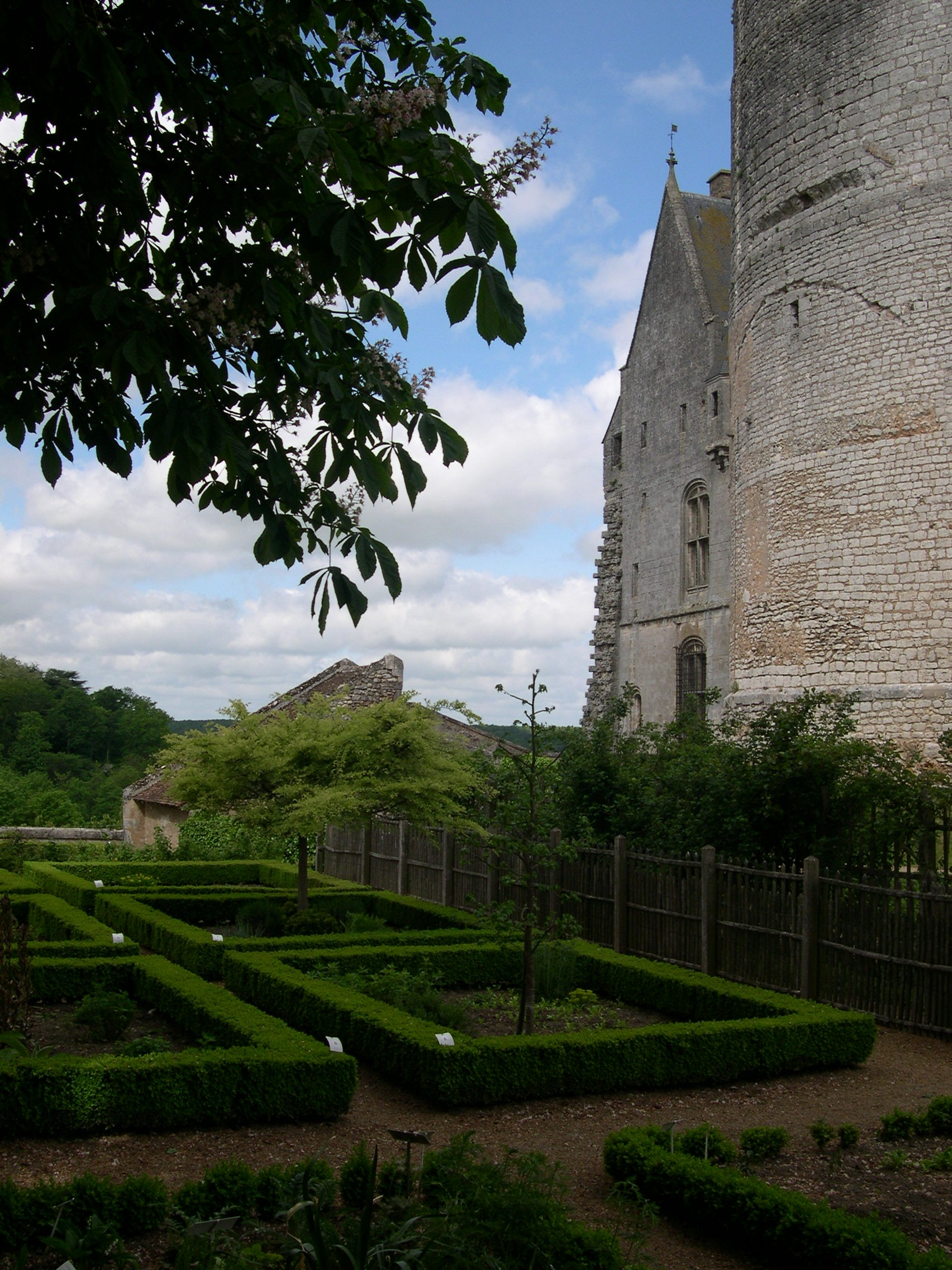
Le jardin
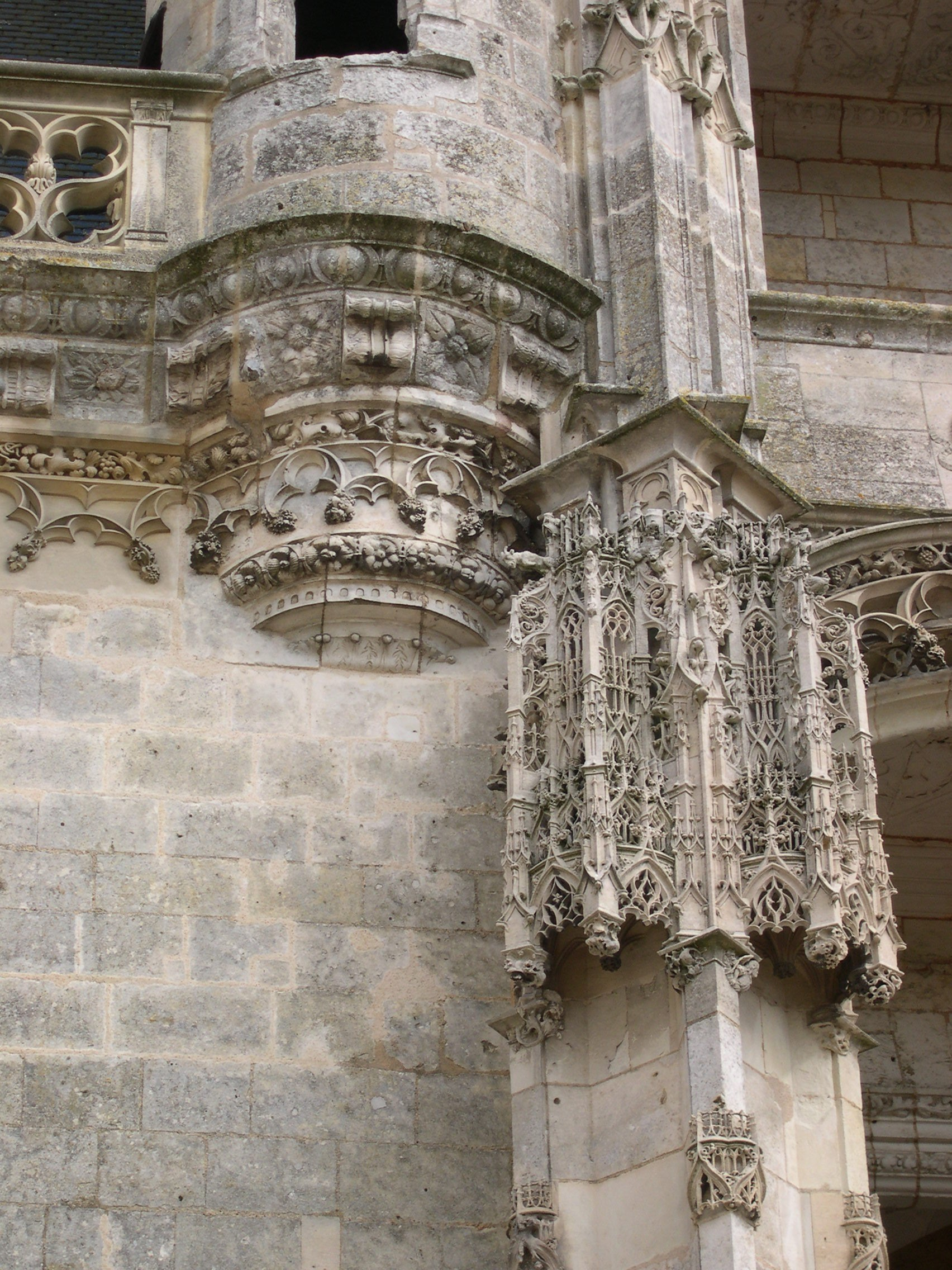
Détail de l'aile Longueville
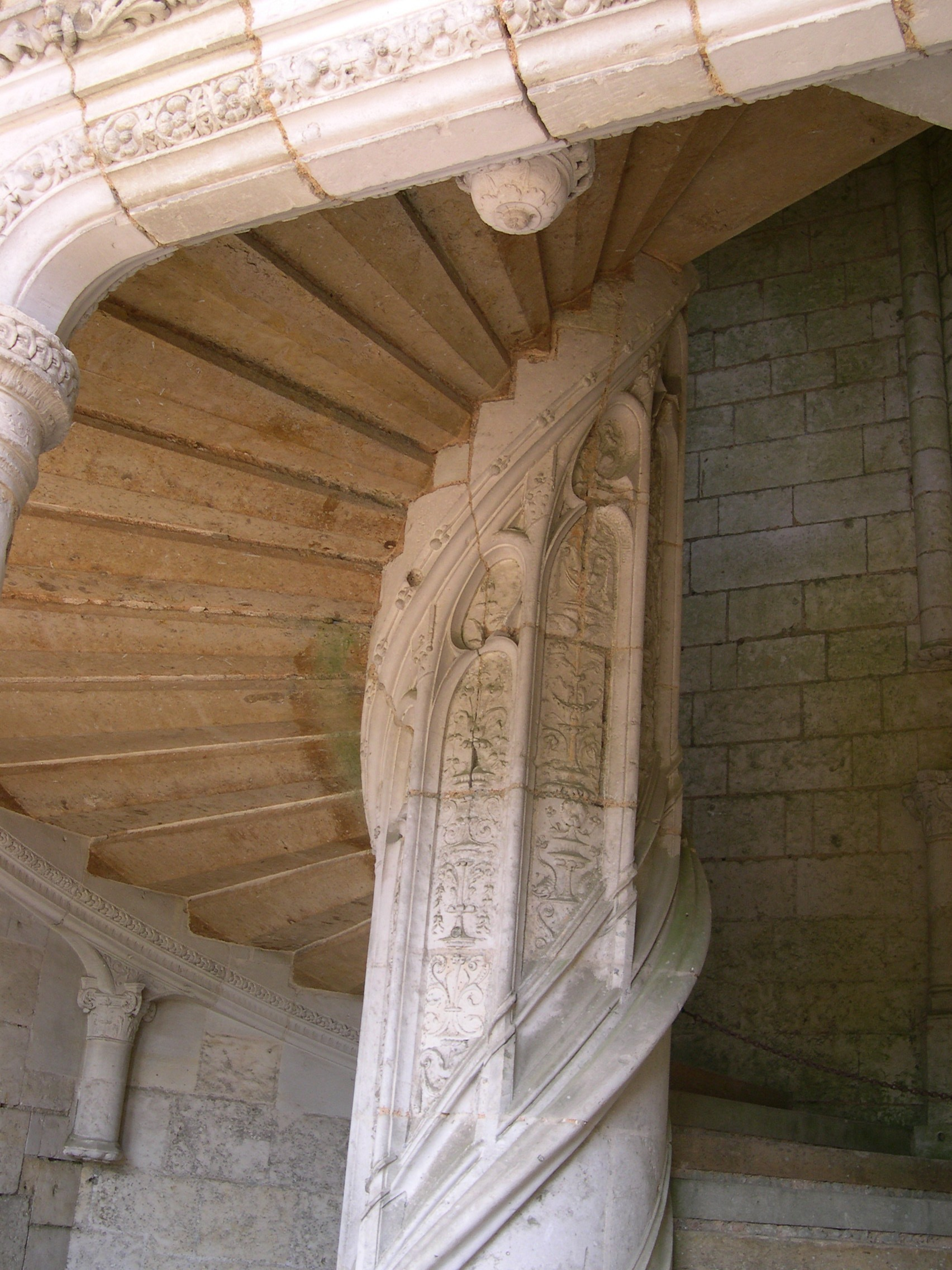
Détail de l'escalier
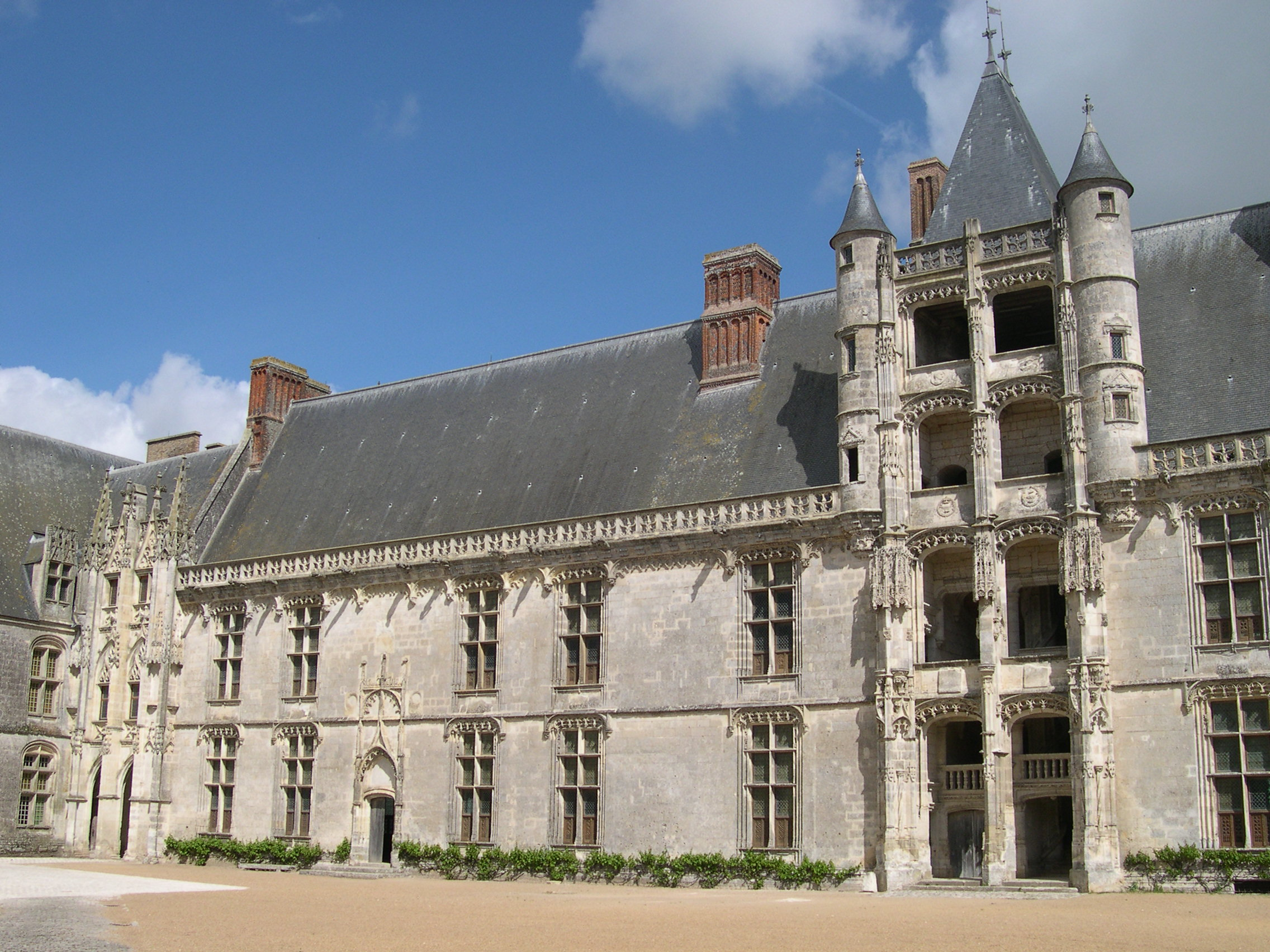
L'aile Longueville
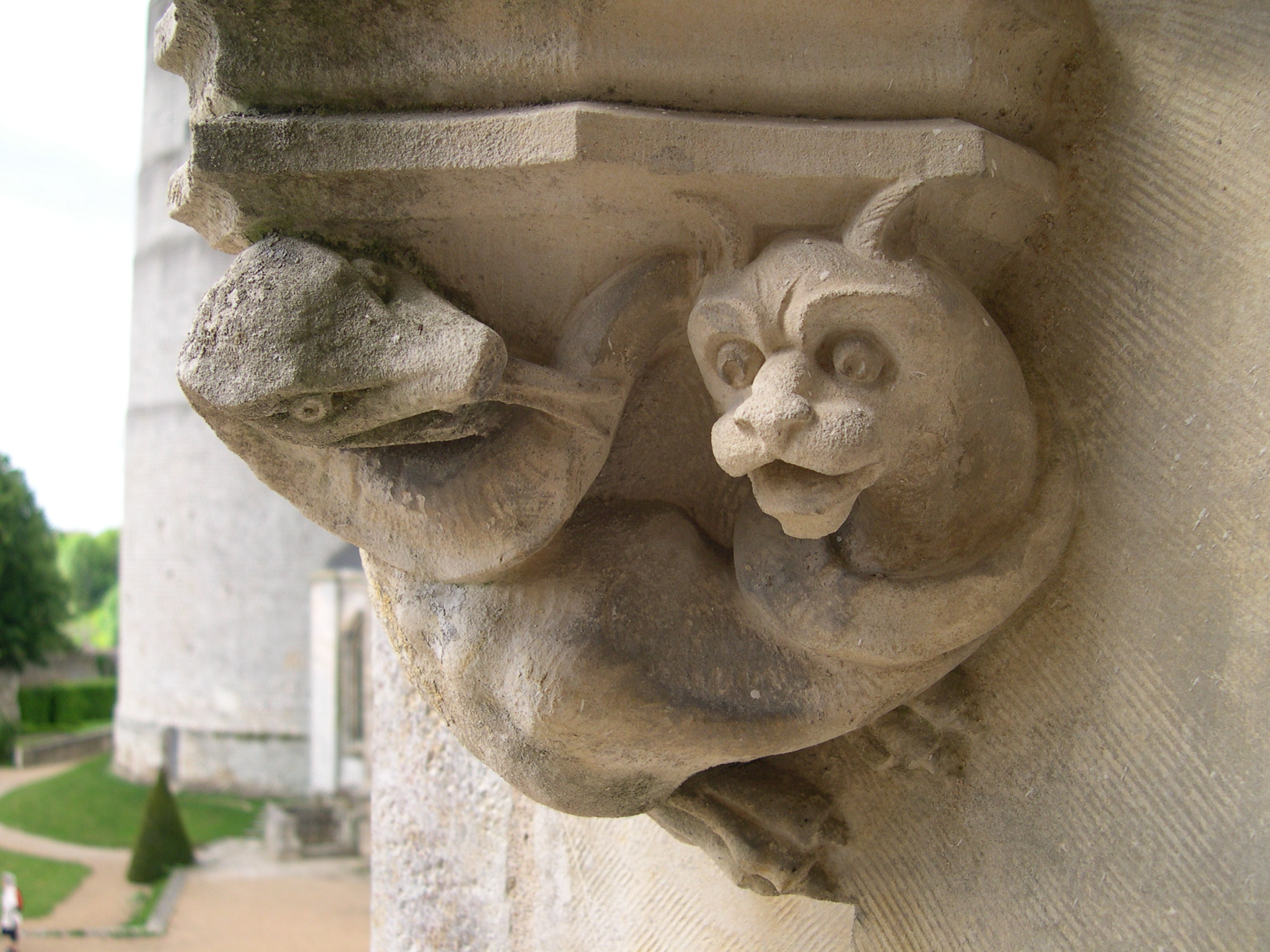
Détail de sculpture
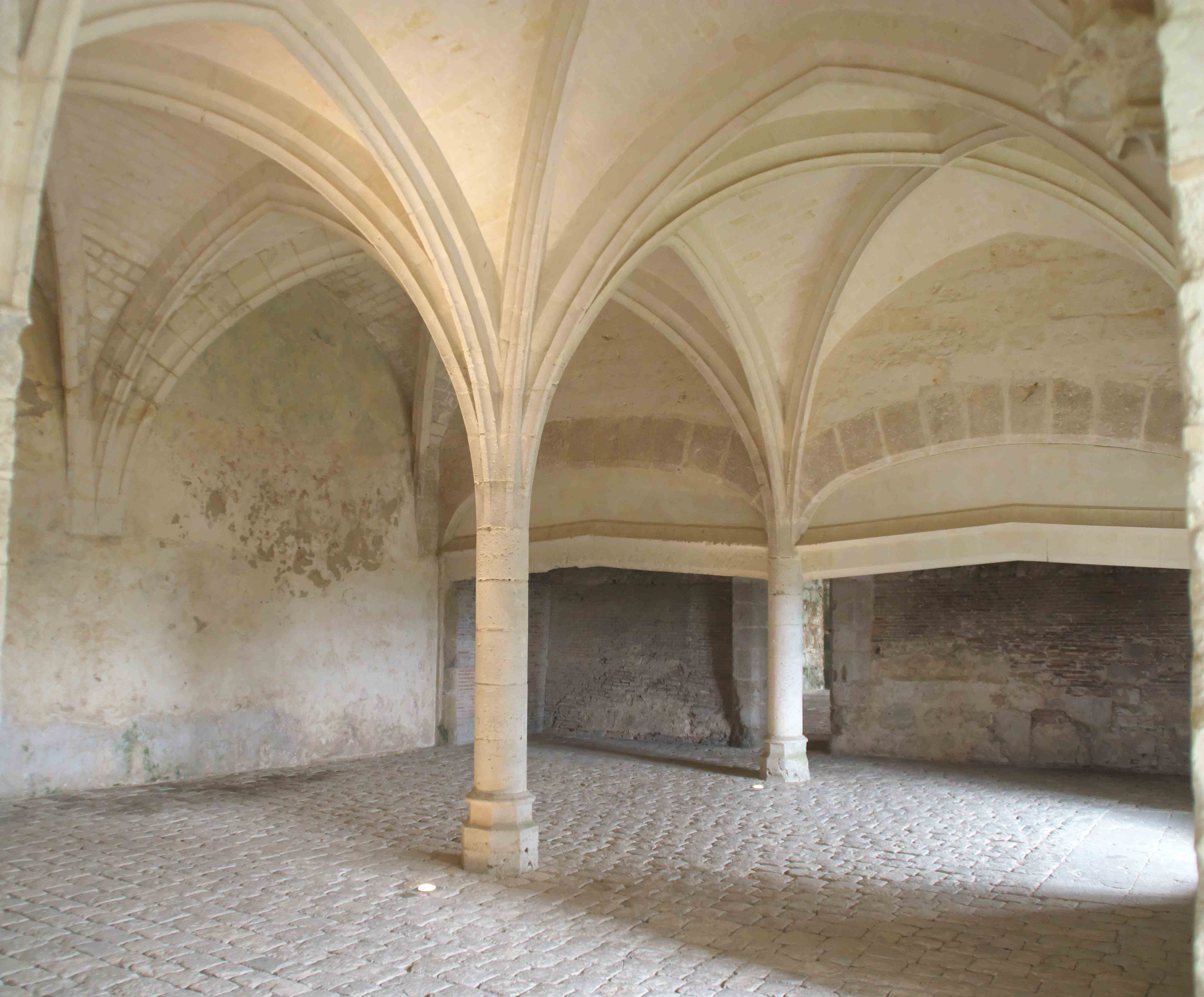
Cuisines médiévales de l'aile Dunois

1. 1 2 3 4  base Mérimée — ministère de la Culture, 1978.
2. ↑  Géoportail — 2006.